# Nesophontes paramicrus
Nesophontes paramicrus (Незофонт Сен-Мішеля) — вид ссавців з родини Nesophontidae.

## Проживання
Цей вид був ендеміком Гаїті.

## Загрози та охорона
Останні вуглецеві данні від викопного матеріалу, дозволяють припустити, що вони збереглися до сучасної епохи і їх зникнення пов'язане з прибуттям європейських поселенців. Ввезені пацюки є найбільш імовірною причиною зникнення цього виду. Залишки цього виду були знайдені разом з видами Rattus і Mus, які були завезені на острів європейськими кораблями. 
| Панда | Це незавершена стаття з теріології. Ви можете допомогти проєкту, виправивши або дописавши її. |